# Pseudanthistiria
Pseudanthistiria es un género de plantas herbáceas de la familia de las poáceas. Es originario de India hasta Ceilán y Tailandia.

## Especies
- Pseudanthistiria burmanica
- Pseudanthistiria emeinica
- Pseudanthistiria heteroclita
- Pseudanthistiria hispida
- Pseudanthistiria intermedia
- Pseudanthistiria umbellata